# Contracte estimatori
El contracte estimatori és aquell en virtut del qual una de les parts (tradens) lliura a l'altra (accipiens) determinats béns mobles, el valor dels quals s'estima en una quantitat certa, obligant-se aquesta darrera a procurar la venda dels béns dins d'un termini, abonant el valor estimat dels béns venuts i tornant la resta.
Aquest contracte constitueix una pràctica freqüent en la distribució al detall de llibres, premsa, begudes i productes d'hostaleria. Gràcies al contracte estimatori, l'accipiens s'abasteix sense haver de desemborsar l'import de les mercaderies disposades, obtenint el seu benefici de la diferència entre el valor estimat i el preu de venda. A canvi, el tradens aconsegueix una àmplia difusió dels seus productes aprofitant la infraestructura dels seus col·laboradors.

## Característiques
Es tracta d'un contracte que presenta notes d'identitat amb el dipòsit, ja que l'accipiens corre amb el risc de les coses lliurades mentre estan en la seva possessió, la comissió, perquè l'accipiens no adquireix la propietat en el moment del lliurament, i la venda sota condició suspensiva, encara que gaudeix de naturalesa autònoma.
A diferència de la compravenda, el lliurament de la cosa no en transmet la propietat i només atribueix a l'accipiens un dret exclusiu de disposició, doncs el tradens n'és el propietari tot i no poder-ne disposar. Així mateix, l'accipiens té l'obligació de custodiar els béns objecte del contracte, corrent amb els riscos de pèrdua o deteriorament d'aquests. Un cop finalitzat el termini, es procedeix a la liquidació, tornant l'accipiens els productes no venuts i pagant al tradens el valor estimat de les mercaderies venudes.
Aquest contracte té la consideració d'atípic en dret espanyol, en no estar previst expressament a la legislació d'aquest estat. Aquesta opció també és la seguida per altres ordenaments jurídics. En aquests casos, a manca de regulació especial, hom aplica al contracte estimatori per analogia les normes generals de la compravenda.
Ara bé, ja hi ha legislacions més recents, d'entre les quals destaca la italiana amb el seu Codi civil, on el contracte estimatori és regulat com un contracte substantiu i independent. En general, aquesta és l'opció preferida per la doctrina moderna.